# Буньковичі

Буньковичі у 1861-1864 роках.

Бунько́вичі —  село в Україні, у Самбірському районі Львівської області. Населення становить 566 осіб. Орган місцевого самоврядування -Хирівська міська рада.

## Історія
Сучасне село Буньковичі розташовується на території двох колишніх присілків: Халупки - зараз це перші вулиці по ліву сторону при в'їзді в Буньковичі з Хирова. І Мала Сушиця - територія, яка знаходиться між річкою Стрв'яж і автошляхом Т14-01, який пролягає через село. Саме ж село Буньковичі в той час знаходилось на правому березі річки навпроти міста Хирів.

За правління в Галичині Владислава Опольського який протегував німецькій колонізації власниками земель Бунькович у 1374 році став німецький рід Гербуртів, якому було надано у володіння землю в долинах річок Вирва й Стривігор. У XVI столітті власником Бунькович став рід Тарлів. При одруженні Ядвіги Тарло з Єжи Мнішеком Буньковичі були її посагом, і подальшими власниками села став рід Мнішек. В 1672 році Буньковичі були спустошені під час вторгнення татар. У 1823 році в селі проживало 195 жителів. У другій половині дев'ятнадцятого століття Франциск Топольницький придбав Буньковичі у Олександра Мнішка. А вже в 1883 році, Єзуї́тський о́рден купляє у Франциска Топольницького 4 села: Буньковичі (нині частина Хирова), Мала Сушиця (нині село Буньковичі), Сливниця та Поляна і будують на території Буньковичів освітній заклад Колегія єзуїтів і каплиця святого Йосифа. 

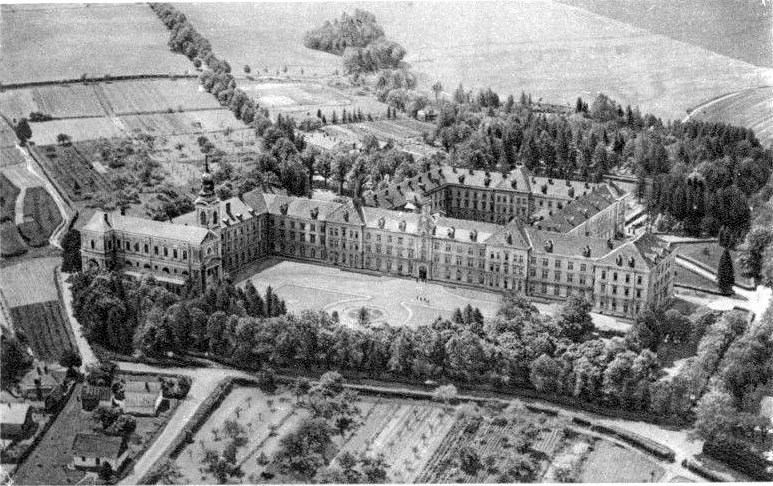
Колегія єзуїтів. До 1939

15 червня 1934 р. село передане з Самбірського повіту до Добромильського. І була утворена гміна Буньковичі (Gmina Bąkowice) до складу якої входили: Буньковичі, Городовичі, Поляна, Сливниця, Слохині і Велика Сушиця.

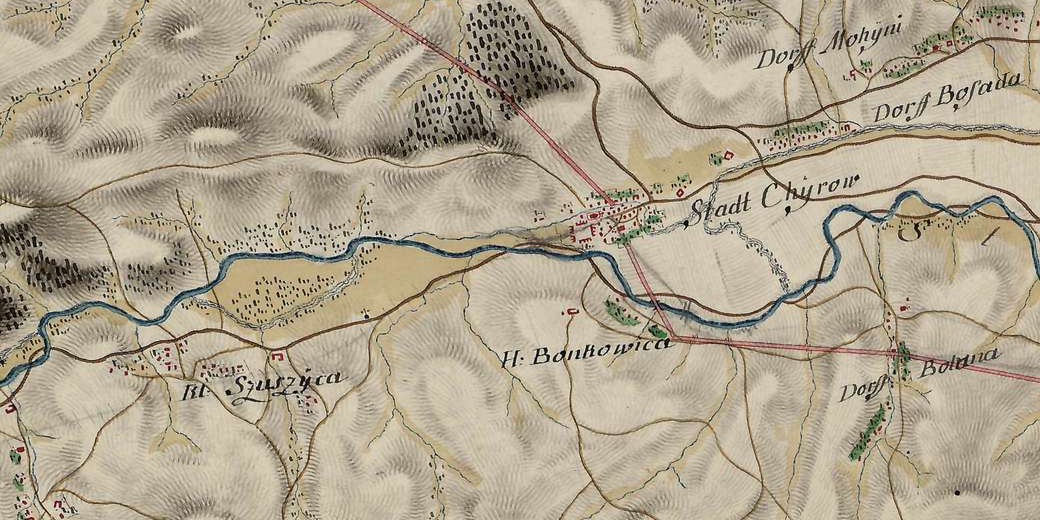
Буньковичі (1779–1783).

Під час нацистської окупації громада була ліквідована, а її територія була включена до новоствореної громади м. Хирова.

## Населення

### Мова
Розподіл населення за рідною мовою за даними перепису 2001 року:
| Мова       | Кількість | Відсоток |
| ---------- | --------- | -------- |
| українська | 559       | 98.76%   |
| російська  | 4         | 0.71%    |
| польська   | 2         | 0.35%    |
| білоруська | 1         | 0.18%    |
| Усього     | 566       | 100%     |